# Grayscale (гурт)
Grayscale — американський рок-гурт із Філадельфії, штат Пенсільванія. Гурт, заснований в 2011 році, наразі включає головного вокаліста Колліна Уолша, головного гітариста та бек-вокаліста Ендрю Кайна, ритм-гітариста та бек-вокаліста Далласа Молстера, барабанщика Ніка Вено та басиста Ніка Вентімілья. Гурт утворився на філадельфійській поппанк-сцені, отримав міцну репутацію та набрав обертів серед шанувальників і меломанів. 14 квітня 2015 року Grayscale випустили свій перший мініальбом Change, який отримав великий успіх.
Гурт зараз підписав контракт із Fearless Records. Вони випустили три студійні альбоми через Fearless: Adornment (2017), Nella Vita (2019) і Umbra (2021).

## Історія

### Adornment(2017–2018)
30 березня 2017 року було оголошено, що Grayscale підписали контракт із Fearless Records і випустили свій перший сингл під назвою «Atlantic». Він був випущений разом із музичним відео. 14 квітня 2017 року було оголошено, що Grayscale випустять свій дебютний альбом Adornment через Fearless, до якого увійшов їхній сингл «Atlantic». Вони також випустили ще один сингл з альбому, «Beautiful Things», який вийшов того ж дня, що й анонс альбому.
1 червня 2017 року було оголошено, що Grayscale додасть пісню до Punk Goes Pop Vol. 7, найновішої частини серії Punk Goes... Fearless. Вони зробили кавер на хіт попспівака Джастіна Бібера «Love Yourself» для альбому. Збірка була випущена 14 липня 2017 року на Fearless Records. 19 липня 2017 року Grayscale випустили кліп на кавер на пісню «Love Yourself».
12 лютого 2018 року гурт випустив кліп на свою пісню «Forever Yours» через Billboard.

### Nella Vita(2019–2020)
17 березня 2019 року Grayscale оголосили через свій обліковий запис у Twitter, що вони розійшлись з барабанщиком Ніком Вено, посилаючись на «творчі розбіжності». Пізніше Вено оприлюднив заяву на власному аккаунті, в якій виклав своє бачення ситуації, яке відрізнялося від попередньої заяви гурту. Гурт уточнив, що Вено закінчить грати з ними в дати туру, що залишилися, і що більше подробиць про його вихід буде оприлюднено наступного дня. Пізніше виявилося, що це була витівка щодо випуску нового кліпу на пісню «If I Ever See You Again» і те, що Вено не піде з гурту.
16 травня 2019 року гурт випустив кліп на свій перший після Adornment сингл «Painkiller Weather». 24 червня 2019 року гурт у своїх соціальних мережах оголосив, що «In Violet» стане їхнім другим синглом Nella Vita через PopCrush. Вони випустили пісню та відео 1 липня. Другий альбом гурту Nella Vita також був оголошений 1 липня з датою виходу 6 вересня 2019 року. Нік Вентімілья черпав натхнення у таких виконавців, як Бруно Марс, Майкл Джексон і Прінс для запису, а Ендрю Кайн був під впливом Motown і Джона Белліона.
Їхні наступні сингли «Old Friends» і «Baby Blue» вийшли 9 і 23 серпня відповідно. Прем'єра кліпу "Baby Blue" відбулася 27 серпня на RockSound. Музичне відео для Young було випущено в жовтні 2019 року  Loudwire назвав альбом одним із 50 найкращих рок-пісень 2019 року.
Для реклами другого альбому Grayscale вирушили у свій перший тур хедлайнерів, The Nella Vita Tour, по Сполучених Штатах разом із такими поп-панк-гуртами, як Belmont, Bearings і Rich People. Тур тривав з 3 вересня в Есбері Парк, Нью-Джерсі, до 5 жовтня у Філадельфії, Пенсильванія.
У листопаді 2019 року гурт оголосив, що у 2020 році збирається у другий тур по США. Nella Vita Tour Part 2 триватиме з 24 січня у Вілмінгтоні, штат Делавер, до 27 лютого в Ланкастері, Пенсильванія. До туру долучились чиказький панк-гурт Lurk, англійський поппанк-гурт WSTR і мічиганський поппанк-гурт Hot Mulligan.
У січні 2020 року Grayscale оголосили, що виступлять хедлайнерами деяких шоу у Великій Британії та Європі, а також відкриють кілька шоу для Four Year Strong.

### Umbra(2021–дотепер)
27 серпня 2021 року гурт випустив свій третій студійний альбом Umbra. Вокаліст Коллін Уолш описує проєкт як «запис, де [вони] почали по-справжньому розуміти [себе]», зазначивши, що запис «здається найбільш автентичною версією» гурту. Серед видатних пісень – емоційна «Live Again», яку надихнула хвороба батька Уолша.
Згодом Grayscale розпочали свій тур на підтримку альбому 1 листопада 2021 року. Уолш описав тур як «вбивче шоу з вбивчою енергією кожного вечора», демонструючи пристрасть гурту до платівки та їхній талант як живих виконавців.

## Музичний стиль і впливи
Стиль Grayscale був описаний як «поппанк», а також як «поєднання чистих, сирих емоцій з елементами альтернативного року та панк-коріння».

## Тури
Хедлайнерські тури
Тур Nella Vita по США, частина 1 (3 вересня 2019 р. – 5 жовтня 2019 р.)
Тур Nella Vita США, частина 2 (24 січня 2020 р. – 27 лютого 2020 р.)
The Umbra US Tour (3 листопада 2021 р. – 5 грудня 2021 р.)

## Учасники гурту
Поточний склад
- Коллін Волш — вокал (2011—дотепер)
- Ендрю Кайн — сологітара, бек-вокал (2011–дотепер)
- Даллас Молстер — ритм-гітара, бек-вокал (2011–дотепер), клавішні (2020–дотепер)
- Нік Вено — барабани, перкусія (2011–дотепер)
- Нік Вентімілья — бас-гітара (2016– дотепер)

Колишні учасники
- Дерек Паркер — бас-гітара (2011–2016)

## Дискографія

##### Студійні альбоми
- Adornment (2017) [11]
- Nella Vita (2019)
- Umbra (2021)

##### ЕР
- Leaving (2013)
- Change (2015)
- What We're Missing (2016)
- Antumbra (2022)

##### Появи у збірках
- Punk Goes Pop Vol. 7 (2017) – «Love Yourself» (оригінал у виконанні Джастіна Бібера)